# Mémoire génétique
La mémoire génétique est un concept utilisé dans de nombreuses fictions selon lequel un nouveau-né viendrait au monde avec toute la mémoire et les expériences de ses ancêtres, contenues dans son ADN. Aucune étude scientifique n’a prouvé que ce concept existait. 

## La mémoire génétique dans la mythologie de Dune
Dans la série de romans du cycle de Dune de Franck Herbert, chaque personne possède la mémoire de ses ancêtres, hommes et femmes, tous leurs souvenirs, leurs expériences jusqu'au moment de la conception de l'enfant. Tous ces souvenirs sont contenus dans les cellules du corps à l’état latent[réf. nécessaire].
Lors de la cérémonie de l’Agonie de l’épice des Révérendes mères du Bene Gesserit, celles-ci ont accès à cette mémoire ancestrale. Cependant, les Révérendes Mères n'ont accès qu’à la mémoire de leurs ancêtres féminins.
Toutefois, les personnes dites « pré-nés » (celles qui étaient dans la matrice maternelle, sous forme de fœtus, au moment de l’Agonie de l’épice de leur mère, et qui ont elles aussi reçu la Mémoire Seconde en même temps que leur mère), ont, par contre, accès à la totalité de la mémoire de leurs ancêtres, aussi bien du côté masculin que féminin. Pour ceux-là, éveillés à la conscience avant leur terme normal, ils courent le risque d’être dominés par les « voix » présentes dans leur esprit, et de succomber à l’ « Abomination ».

## Mémoire génétique des Goa'uld dans la série TV Stargate SG1
Les Goa'uld sont une race d'extraterrestres parasites inventée dans la série télévisée de science-fiction Stargate SG-1.
Il y a des « Reines Goa'uld »,qui ont l'aspect d'une mi-limace, mi- pieuvre, qui peuvent être assimilées à une reine des abeilles, dont l'unique but est de créer des larves Goa'uld en leur transmettant leur savoir par l'intermédiaire des informations génétiques. Les Goa'uld ne sont pas pourvus d'une reproduction sexuée.
Les reines Goa'uld génèrent des larves seules. De plus, une reine peut choisir de transmettre son savoir ou non à ses larves. Ces parasites ont la forme d'anguilles au corps long et épais. Ils pénètrent dans l'hôte par la nuque, par le cou ou par la bouche, puis ils se fixent sur la moelle épinière de l'hôte pour contrôler son système nerveux et, donc, pour agir à sa place. Ils prennent ainsi possession du corps, de l'esprit, et ils peuvent également avoir accès aux connaissances de l'hôte parasité. C'est ainsi qu'ils acquièrent de nouvelles technologies provenant d'autres peuples et ils se servent de cette avance technologique pour s'imposer aux peuples moins avancés technologiquement.

## La mémoire génétique dans le jeu vidéo
Dans les jeux vidéo Assassin's Creed, les entreprises Abstergo possèdent une machine, l’Animus, permettant de revivre les souvenirs de ses ancêtres à travers la mémoire génétique, qui serait dans l'ARN (Acide ribonucléique).

## Diverses œuvres
Dans Hellraiser 4, les descendants du créateur du cube la possèdent.
Dans la trilogie de L'Autre de Pierre Bottero, l'une des "familles", les mnésiques dans le livre, possède un don qui se traduit, chez les membres de cette famille, par une voix intérieure possédant toutes les connaissances de tous les membres de la famille, vivants ou morts, et délivrant ces connaissances lorsque la situation l'exige.
Dans le film Au-delà du réel de Ken Russel, le personnage principal régresse à l'état de primates grâce à un caisson d'isolation sensorielle qui réactive sa mémoire génétique.
Le film québécois L'Origine des espèces de Dominic Goyer aborde le sujet. Une mère s’invente une nouvelle identité pour empêcher que son enfant ne devienne comme les autres hommes de sa famille. Elle l'élève loin de ses ancêtres. Mais lorsque le fils découvre la vérité sur ses origines, ses propre gènes surgissent et le transforment. Mais finalement, son acquis sera plus fort que son inné et la lumière triomphera.
Dans le manga Demon Slayer, la notion de mémoire génétique est également utilisée.
Dans le roman policier Angor de Franck Thilliez, l'intrigue repose sur le fait que lors d'une greffe, les cellules peuvent transmettre au receveur des goûts et des souvenirs qui ne lui appartiendraient pas mais qui seraient ceux du donneur.